# Einheitsbuddeln
Einheitsbuddeln ist eine Baumpflanzaktion, die anlässlich des Tags der Deutschen Einheit 2019 von Schleswig-Holstein ins Leben gerufen wurde. Die Idee des Projektes ist es, eine neue Tradition für den deutschen Nationalfeiertag zu begründen und jedes Jahr am 3. Oktober für jeden Menschen in Deutschland einen Baum zu pflanzen.
Bekanntheit erlangte die Aktion anderem durch den Comiczeichner Ralph Ruthe. Das Einheitsbuddeln wurde 2020 in Brandenburg wiederholt und hat 2021 in Sachsen-Anhalt zum dritten Mal stattgefunden. Insgesamt wurden in den drei Jahren bundesweit rund 190.000 Bäume in die Erde gebracht. Im vierten Jahr wurde die Tradition erneut unter der Schirmherrschaft von Bodo Ramelow fortgeführt und vom Land Thüringen unterstützt.

## Geschichte
Die Feierlichkeiten zum Tag der Deutschen Einheit bilden jedes Jahr den Höhepunkt und Abschluss der Bundesratspräsidentschaft. Sie finden jeweils in dem Land statt, das den Bundesratspräsidenten stellt. 2019 wurden die Feierlichkeiten von Schleswig-Holstein ausgerichtet. Da am Bürgerfest in Kiel naturgemäß nur ein kleiner Teil der Bevölkerung teilnehmen konnte, wurde eine dezentrale Mitmachaktion ins Leben gerufen. Sie sollte allen Menschen in Deutschland die Möglichkeit geben, sich an den Feierlichkeiten gemeinschaftlich zu beteiligen. Damit sollte gleichzeitig eine neue Tradition für den Nationalfeiertag begründet werden. Das Bäumepflanzen wurde unter anderem deshalb ausgewählt, weil „Aufforstungen eines der wirksamsten Mittel gegen den Klimawandel überhaupt und einer der entscheidenden Schlüssel zum Erreichen der Klimaziele sind“.
2020 fand das Einheitsbuddeln in Brandenburg statt. Hier wurde am 18. September 2020 an der Neustädter Havelbucht in Potsdam für jedes Bundesland eine japanische Zierkirsche gepflanzt. Mit Hilfe von Sponsoren und durch bundesweite unabhängige Pflanzaktionen wurden insgesamt 51.000 Bäume gepflanzt.
Auch 2021 hat das Einheitsbuddeln wieder stattgefunden. Es wurde diesmal von Sachsen-Anhalt ausgerichtet. Am 4. Juni 2021 gab der Bundesratspräsident Reiner Haseloff in der KiTa „Traumzauberbaum“ in Magdeburg den Startschuss für das diesjährige Einheitsbuddeln. Um das Einheitsbuddeln auf eine regelmäßige Basis zu stellen, wurde zudem 2021 der in Osnabrück beheimatete, gemeinnützige Verein Einheitsbuddeln e. V. gegründet. Das Ziel ist es, immer mehr Menschen für das Einheitsbuddeln zu begeistern und der neuen Tradition bundesweit zum Durchbruch zu verhelfen. Am 1. Oktober 2021 übergab der Bundesratspräsident Reiner Haseloff am Grenzdenkmal Hötensleben in Halle (Saale) symbolisch 16 Eichen an alle Bundesländer. Diese wurden stellvertretend von der Delegation der Einheitsbotschafter in Empfang genommen und am ehemaligen Grenzstreifen, dem heutigen Grünen Band, gepflanzt. Zudem wurde von der Stadt Halle am 3. Oktober 2021 zu einer Pflanzaktion in der Dölauer Heide aufgerufen, bei der vom Bürgermeister Egbert Geier und den Einwohnern der Stadt Halle 3500 Bäume in die Erde gebracht wurden.
Im Jahr 2022 war Thüringen der Austragungsort der Tradition. Die Auftaktpflanzung zum Einheitsbuddeln 2022 fand am 23. August 2022 statt. Ministerpräsident Bodo Ramelow, Marc Fielmann, Vorstandsvorsitzender der Fielmann AG, der ThüringenForst-Vorstand Volker Gebhardt sowie der 2. Vorsitzende des Fördervereins Einheitsbuddeln e.V. Dr. Frank Schoppa, pflanzten drei Laubbäume am Drei-Länder-Eck Niedersachsen, Sachsen-Anhalt und Thüringen. Dabei stand unter anderem die Motivation aller Bürgerinnen und Bürger zum Spaten zu greifen und ihren Beitrag für Umwelt- und Klimaschutz im Vordergrund. Bodo Ramelow betonte darüber hinaus, dass Aufforstungen nicht nur den faszinierenden Naturraum Wald sichern, sondern auch dem Klimaschutz dienen.

### Unterstützer
Die Aktion wurde im ersten Jahr von zahlreichen Politikern, Prominenten, Wissenschaftlern, Verbänden und Unternehmen unterstützt. Besonders zu erwähnen sind das Unternehmen Fielmann, das 30.000 Bäume zur Verfügung stellte, die Schleswig-Holsteinischen Landesforsten, die sich um die Pflanzung der gespendeten Bäume kümmerten, und der Comiczeichner Ralph Ruthe, der das Einheitsbuddeln mit mehreren Beiträgen in den sozialen Medien bekannt machte. Weitere Unterstützer waren:

#### Politiker
Hans-Joachim Grote, Daniel Günther, Reiner Haseloff, Peter Hauk, Monika Heinold, Karin Prien, Steffen Seibert, Sabine Sütterlin-Waack und Peter Tschentscher

#### Prominente
Eckart von Hirschhausen und Ralph Ruthe

#### Wissenschaftler
Maja Göpel, Stefan Gössling, Friederike Otto, Volker Quaschning und Stefan Rahmstorf

#### Verbände
Bund deutscher Baumschulen e. V. / Landesverband Schleswig-Holstein, Fachverband Garten- und Landschaftsbau Schleswig-Holstein, Landesverband Schleswig-Holstein der Gartenfreunde e. V., Landwirtschaftskammer Schleswig-Holstein, Sparkassen- und Giroverbandes für Schleswig-Holstein, VDE Verband der Elektrotechnik Elektronik Informationstechnik e. V., Verband deutscher Forstbaumschulen e. V. und Einheitsbuddeln e.V. in Münster, Förderverein Kulturlandschaft Pinneberger Baumschulland / Schleswig-Holstein

#### Unternehmen
Betterplace, Börse Hannover, EDEKA Nord, Fielmann AG, Grüner Punkt, Hornbach, Krone, Messer, Pfeifer & Langen, Pflanzmich.de, Salvus, Schleswig-Holsteinische Landesforsten und Tierpark Gettorf

## Ablauf und Ergebnisse
Das Einheitsbuddeln findet dezentral in ganz Deutschland statt. Die Umsetzung liegt jeweils bei dem Bundesland, welches auch die Feierlichkeiten zum Tag der Deutschen Einheit ausrichtet. In den sozialen Medien wird der Hashtag #Einheitsbuddeln verwendet. Es gibt mehrere Möglichkeiten den Verein Einheitsbuddeln e.V. zu unterstützen. Auf der offiziellen Webseite www.einheitsbuddeln.org finden sich Informationen zur aktuellen Pflanzaktion und Aufrufe zum Pflanzen eines Baums oder Teilen von Fotos über Social-Media-Kanäle. Darüber hinaus finden sich auf der Webseite unter anderem Informationen über das Organisieren von Pflanzpartys oder Tipps und Tricks zur Pflanzung von Bäumen. Von zentraler Bedeutung ist die Spendenaktion bei betterplace.org, wodurch in den letzten Jahren viele Bäume gepflanzt werden konnten. Darüber hinaus gibt der Verein Einheitsbuddeln e.V. auf einer interaktiven Karte einen Überblick über die bundesweit geplanten Pflanzaktionen.

### Einheitsbuddeln 2019

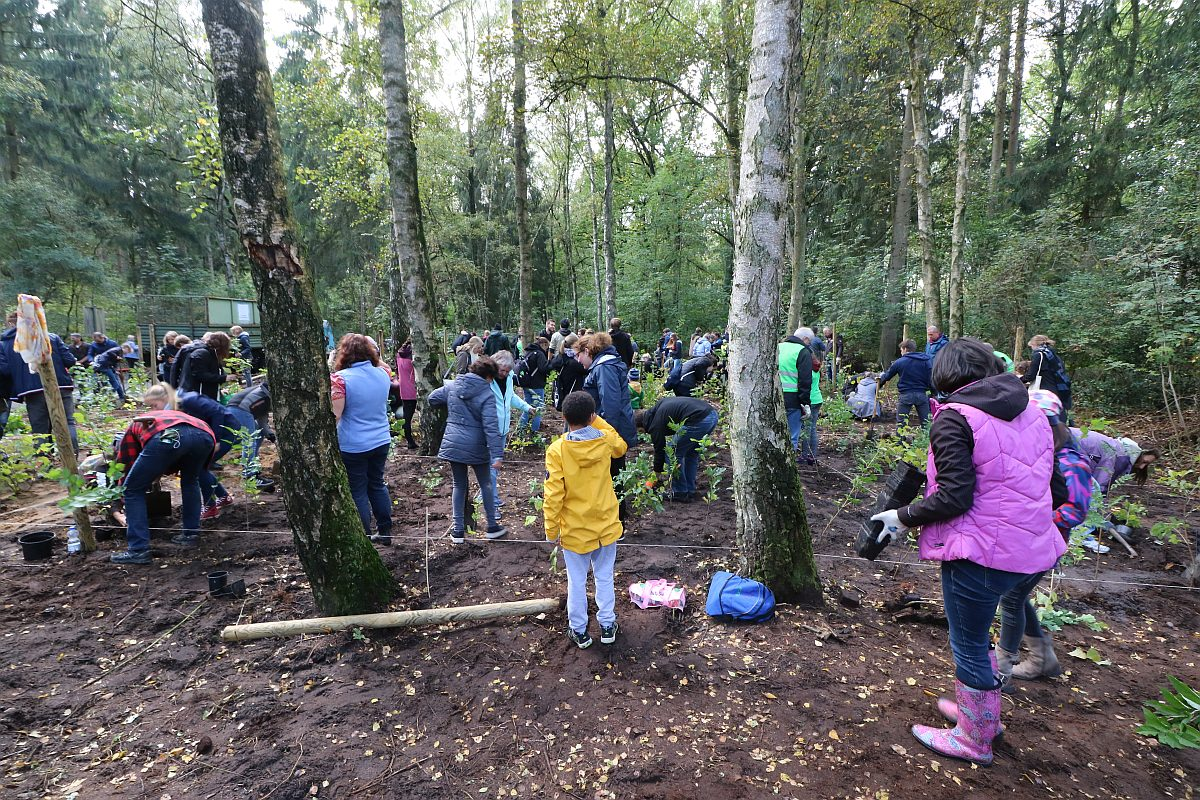
Größte Aktion Deutschlands zum Einheitsbuddeln 2019 in Bönningstedt, organisiert vom Verein Citizens Forests e. V.

Beim ersten Einheitsbuddeln in Schleswig-Holstein wurden auf der Website fünf Möglichkeiten beschrieben, sich an der Kampagne zu beteiligen:
- PFLANZEN: Auf dem eigenen Grundstück einen Baum pflanzen
- DABEISEIN: An einer Pflanzparty teilnehmen
- MITMACHEN: Eine Pflanzparty organisieren
- SPENDEN: Bei betterplace.org für 5 € einen Baum spenden
- TEILEN: Andere auf das Einheitsbuddeln aufmerksam machen (Social Media via #Einheitsbuddeln, Plakate, Flyer, Aufkleber)

Auf der Website gab es außerdem eine Karte, in die private Pflanzversprechen und Pflanzpartys eingetragen werden konnten. Insgesamt wurden bei fast 2.000 Aktionen über 125.000 Bäume gepflanzt. 35.000 Bäume wurden privat oder bei Pflanzaktionen in die Erde gebracht. 60.000 Bäume wurden bei betterplace.org gespendet – das entspricht einem Spendenvolumen von 300.000 Euro. Weitere 30.000 Bäume wurden von Fielmann zur Verfügung gestellt.

### Einheitsbuddeln 2020

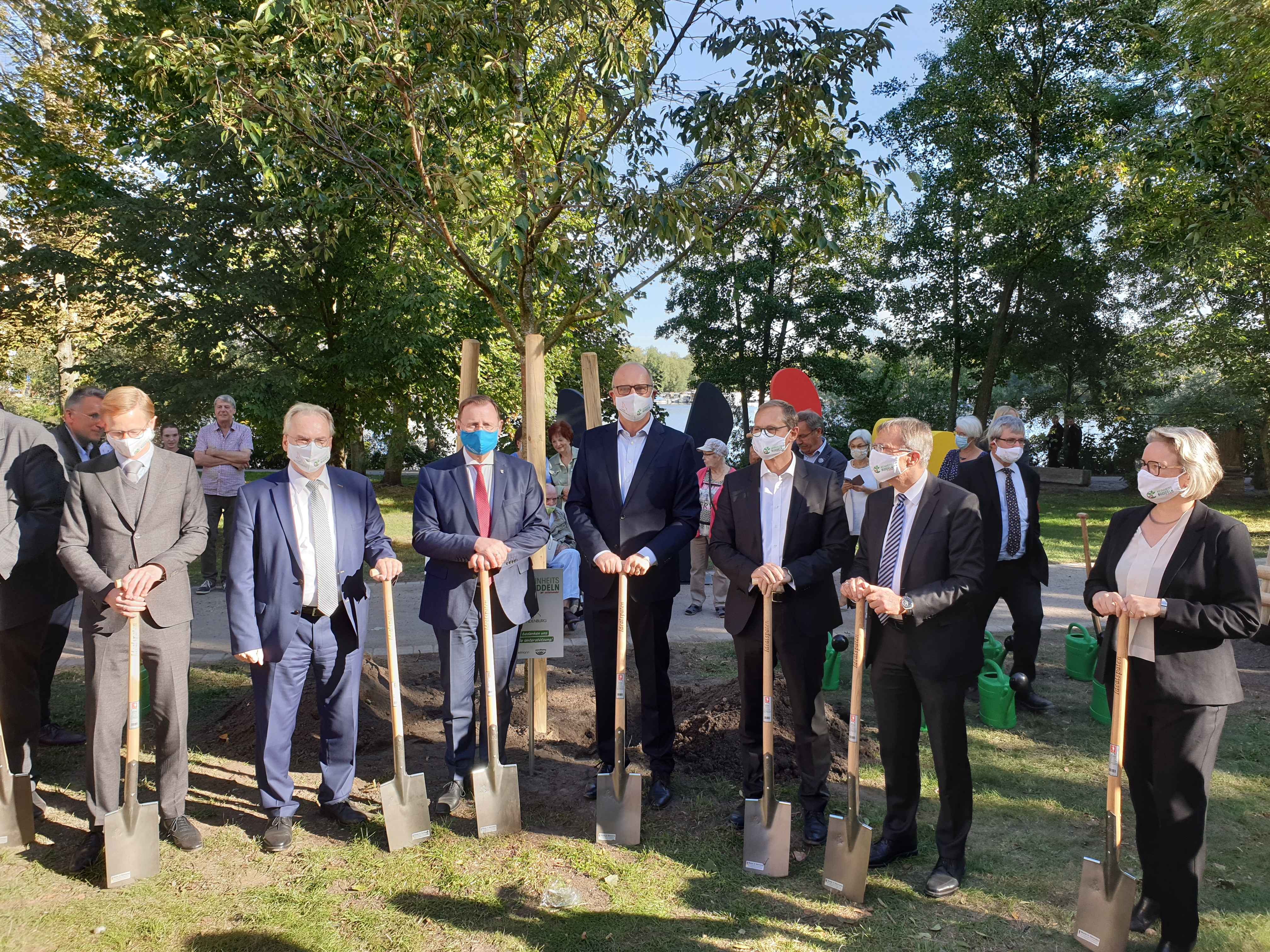
Marc Fielmann, Reiner Haseloff, Bodo Ramelow, Dietmar Woidke, Michael Müller, Burkhard Exner und Altmut Möller am 18. September 2020 beim Einheitsbuddeln in Potsdam.

Beim Einheitsbuddeln in Brandenburg wurden auf der Website zum Tag der Deutschen Einheit 2020 vier Möglichkeiten beschrieben, sich an der Kampagne zu beteiligen:
- PFLANZEN: Auf dem eigenen Grundstück einen Baum pflanzen
- DABEISEIN: An einer Pflanzparty teilnehmen
- MITMACHEN: Eine Pflanzparty organisieren
- TEILEN: Andere auf das Einheitsbuddeln aufmerksam machen (Social Media via #Einheitsbuddeln, Plakate, Flyer, Aufkleber)

Auf der Website konnte man Einladungen zu Pflanzpartys veröffentlichen. Außerdem wurden Druckvorlagen für Flyer und Plakate zum Download angeboten.
Der Höhepunkt des Einheitsbuddelns 2020 war eine Pflanzaktion am 18. September 2020 in Potsdam. An der Neustädter Havelbucht wurden 16 japanische Zierkirschen gepflanzt, eine für jedes Bundesland. Zum Angießen kamen neben Gastgeber Dietmar Woidke Vertreter aus sieben weiteren Bundesländern: Die Ministerpräsidenten von Sachsen-Anhalt und Thüringen, Reiner Haseloff und Bodo Ramelow, der Regierende Bürgermeister von Berlin, Michael Müller, Sachsens stellvertretender Ministerpräsident und Umweltminister Wolfram Günther, der Bevollmächtigte Bremens beim Bund, Staatsrat Olaf Joachim, die Bevollmächtigte des Landes Schleswig-Holstein beim Bund, Staatssekretärin Sandra Gerken, und die Bevollmächtigte der Freien und Hansestadt Hamburg beim Bund, Staatsrätin Almut Möller. Darüber hinaus waren auch Brandenburgs Umweltminister Axel Vogel, der Mit-Initiator des Einheitsbuddelns, Marc Fielmann, und der Bürgermeister von Potsdam, Burkhard Exner anwesend.
Insgesamt wurden beim Einheitsbuddeln 2020 über 51.000 Bäume gepflanzt. Die Firma Fielmann spendete 4.500 Rotbuchen für einen Wald bei Premnitz, die Firma Edeka Minden-Hannover stellte 8.000 Buchen für den Grumsiner Forst zur Verfügung und das Unternehmen Edeka Nord spendete mehr als 15.000 Bäume für ein neues Waldstück im Norden Brandenburgs. Weitere 10.380 Bäume wurden bei 175 unabhängig organisierten Pflanzaktionen in ganz Deutschland in den Boden gebracht.
Darüber hinaus wurden bei betterplace.org 13.864 Bäume gespendet, was einem Spendenvolumen von über 80.000 Euro entspricht. Der größte Teil der Bäume wurde von dem gemeinnützigen Verein Bergwaldprojekt e. V. zusammen mit Freiwilligen gepflanzt, unter anderem in Berlin und im Harz.

### Einheitsbuddeln 2021

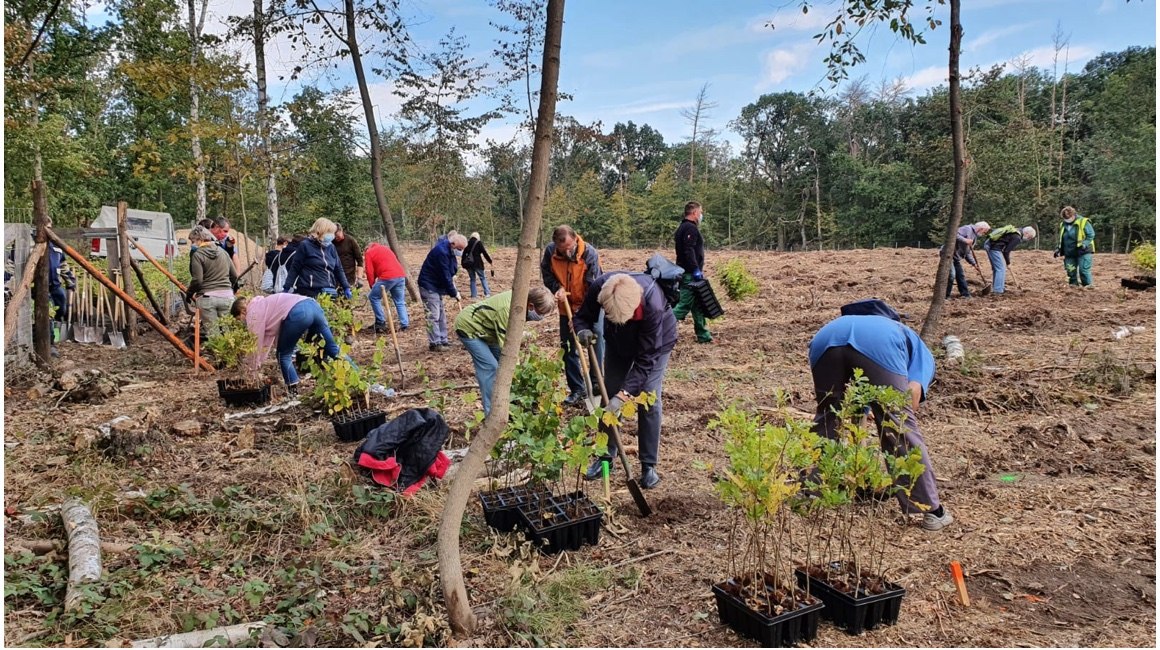
Baumpflanzaktion in der Dölauer Heide in Halle (Saale) zum Tag der Deutschen Einheit 2021. Bürgermeister Egbert Geier und die Einwohnern der Stadt Halle pflanzen gemeinsam 3500 Bäume (Quelle: Du bist Halle – Nachrichten aus Halle)

Das Einheitsbuddeln wurde 2021 vom Bundesland Sachsen-Anhalt ausgerichtet. Dafür gab es am 4. Juni 2021 eine Auftaktveranstaltung mit Bundesratspräsident Reiner Haseloff in der KiTA „Traumzauberbaum“ in Magdeburg. Dabei wurde eine Deutsche Eiche gepflanzt. An der Baumpflanzaktion nahmen neben Haseloff auch der Vorsitzende der Schutzgemeinschaft Deutscher Wald, Landesverband Sachsen-Anhalt, Guido Heuer, und die Waldkönigin Sachsen-Anhalts, Christiane Heinrichs-Vogel, teil.
Am 1. Oktober übergab der Bundesratspräsident Reiner Haseloff am Grenzdenkmal Hötensleben in Halle (Saale) symbolisch 16 Eichen an alle Bundesländer. Diese wurden stellvertretend von der Delegation der Einheitsbotschafter in Empfang genommen und am ehemaligen Grenzstreifen, dem heutigen Grünen Band, gepflanzt. Zudem wurde von der Stadt Halle am 3. Oktober 2021 zu einer Pflanzaktion in der Dölauer Heide aufgerufen, bei der der Bürgermeister Egbert Geier gemeinsam mit den Einwohnern der Stadt Halle 3.000 Stieleichen, 250 Hainbuchen sowie 250 Winterlinden pflanzte.
Am selben Tag brachte der Ministerpräsident Daniel Günther zusammen mit Vertreterinnen und Vertretern von Gartenbau- und Baumschulverbänden in Kiel-Holtenau (Schleswig-Holstein) eine Winterlinde in die Erde, gefolgt von weiteren Pflanzaktionen durch den Förderverein Kulturlandschaft Pinneberger Baumschulland in Pinneberg, der Gemeinde Wankenau und gesponsert von EDEKA Nord in Neumünster.
Insgesamt wurden somit 2021 fast 13.000 Bäume in die Erde gebracht. 3500 Bäume wurden von der Stadt Halle gestellt, 1000 weitere Bäume spendete EDEKA Nord für eine Grünfläche in Neumünster. 1757 Bäume wurden von unabhängig organisierten Pflanzaktionen in ganz Deutschland in den Boden gebracht. Darüber hinaus wurden bei betterplace.org 6132 Bäume gespendet, was einem Spendenvolumen von fast 37.000 € entspricht.
Um das Einheitsbuddeln auf eine regelmäßige Basis zu stellen und die Unterstützung des Projektes für noch mehr Interessierte zu vereinfachen, wurde zudem 2021 in Münster der gemeinnützige Verein Einheitsbuddeln e.V. gegründet. Der Verein zeigt auf einer Übersichtskarte, wo in Deutschland bereits Pflanzaktionen geplant sind. Darüber hinaus kann man das Projekt weiterhin durch folgende Aktionen unterstützen:
- PFLANZEN: Auf dem eigenen Grundstück einen Baum pflanzen
- HELFEN: An einer Pflanzparty teilnehmen
- ORGANISIEREN: Eine Pflanzparty ausrichten
- SPENDEN: Bei betterplace.org für 6 € einen Baum spenden
- TEILEN: Andere auf das Einheitsbuddeln aufmerksam machen (Social Media #Einheitsbuddeln)

### Einheitsbuddeln 2022
Auch im Jahr 2022 wurde die 2019 in Schleswig-Holstein durch den Verein „Einheitsbuddeln e. V.“ eingeführte Tradition der Baumpflanzungen zu den Einheitsfeierlichkeiten fortgeführt. Rund 100.000 Bäume sollten es werden – egal, ob im eigenen Garten, im Stadtgrün oder im Wald. Und wer keine Möglichkeiten oder keine Zeit hatte sich aktiv einzubringen, der konnte auch in diesem Jahr auf Deutschlands größten Spendenplattform betterplace.org mit seiner Spende die Pflanzung von Bäumen im Freistaat unterstützen. Genau dies hat das Hamburger Familienunternehmen Fielmann getan und die ersten 10.000 Bäume für Thüringen gespendet.
Zum Auftakt des Einheitsbuddeln 2022 pflanzten Ministerpräsident Bodo Ramelow, der Vorstandsvorsitzende des größten deutschen Augenoptikers, Marc Fielmann, der ThüringenForst-Vorstand Volker Gebhardt sowie der 2. Vorsitzende des Fördervereins Einheitsbuddeln e.V. Dr. Frank Schoppa, drei Laubbäume am Drei-Länder-Eck Niedersachsen, Sachsen-Anhalt und Thüringen. Ramelow rief in seiner Rede alle Deutschen auf, sich an Pflanzaktionen zu beteiligen. Denn Aufforstungen sichern nicht nur den faszinierenden Naturraum Wald, sondern dienen auch dem Klimaschutz.
Darüber hinaus kann man das Projekt weiterhin durch folgende Aktionen unterstützen:
- PFLANZEN: Auf dem eigenen Grundstück einen Baum pflanzen
- HELFEN: An einer Pflanzparty teilnehmen
- ORGANISIEREN: Eine Pflanzparty ausrichten
- SPENDEN: Bei betterplace.org für 7,50 € einen Baum spenden
- TEILEN: Andere auf das Einheitsbuddeln aufmerksam machen (Social Media #Einheitsbuddeln)

## Auszeichnungen
Die Kampagne zur Einführung der neuen Tradition wurde mit fünf Awards und zwei Nominierungen ausgezeichnet:
Awards
- Bea World Best Event Awards, Kategorie Non-Profit/CSR Event, 1. Platz[31]
- Bea World Best Event Awards, Kategorie Best B2C Event (< €500.000), 3. Platz[32]
- Deutscher Preis für Onlinekommunikation, Kategorie Verbände & Politik[33]
- eventex Award, Kategorie Ceremony, Silver[34]
- Best of Content Marketing, Kategorie Conferences & Events, Silber[35]
- BrandEx-Award: „Best Live PR“[36] und „Best Integrated Brand Campaign, Crossmedia“[37]

Nominierungen
- Deutscher Preis für Onlinekommunikation, Kategorie Beste Nachhaltigkeitskommunikation[38]
- Politikaward, Kategorie Kampagne von Bund, Ländern und Gemeinden[39]